# Addotto σ
Un addotto σ (sigma), talvolta detto impropriamente complesso sigma, è una specie chimica ottenuta dall'attacco di un gruppo entrante elettrofilo o nucleofilo di un radicale con un anello aromatico.
In seguito alla formazione di un addotto sigma, si ha l'instaurazione di un legame σ.